# Beurey-sur-Saulx
Beurey-sur-Saulx ist eine französische Gemeinde im Département Meuse in der Region Grand Est (bis 2015 Lothringen). Sie hat eine Fläche von 11,54 km² und 418 Einwohner (2022).

## Geographie
Die Gemeinde Beurey-sur-Saulx liegt zwölf Kilometer westlich von Bar-le-Duc am Fluss Saulx. Im Südwesten grenzt die Gemeinde an das Département Marne. Umgeben wird Beurey-sur-Saulx von acht Nachbargemeinden:
| Mognéville               | Couvonges                                   | Val-d’Ornain      |
| Cheminon                 | Kompassrose, die auf Nachbargemeinden zeigt | Fains-Véel        |
| Trois-Fontaines-l’Abbaye | Robert-Espagne                              | Trémont-sur-Saulx |

## Bevölkerungsentwicklung
| Jahr                       | 1962 | 1968 | 1975 | 1982 | 1990 | 1999 | 2006 | 2013 | 2019 |
| -------------------------- | ---- | ---- | ---- | ---- | ---- | ---- | ---- | ---- | ---- |
| Einwohner                  | 533  | 502  | 512  | 505  | 525  | 495  | 454  | 425  | 421  |
| Quellen: Cassini und INSEE |      |      |      |      |      |      |      |      |      |

## Sehenswürdigkeiten

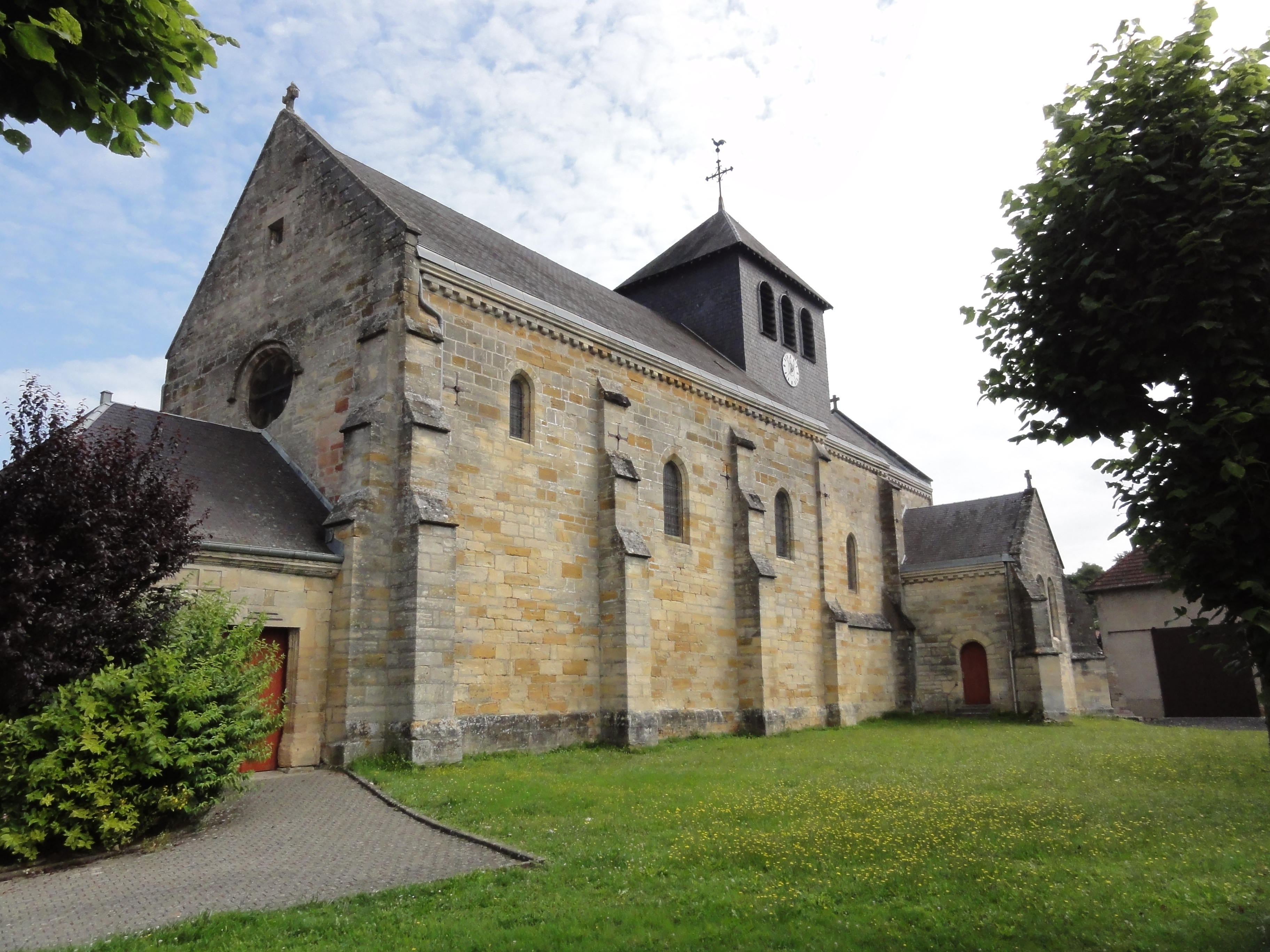
Kirche Saint-Martin

- Kirche Saint-Martin (Monument historique), erbaut im 11./12. Jahrhundert
- Schloss Claudot